# 成始終
成始終（1403年—？），字敬之，直隸常州府無錫縣人，民籍，明朝政治人物。

## 生平
應天鄉試第三十六名舉人，正統四年（1439年）己未科進士。授行人司行人，升監察御史。土木之變期間，督兵紫荊關，守要害地。官至湖廣按察司僉事。

## 著作
善於寫詩，有《澹軒集》。

## 家族
曾祖成榮七；祖父成玉山；父成彥文。孫成周。